# Тейнтер (Вісконсин)
Тейнтер (англ. Tainter) — місто (англ. town) в США, в окрузі Данн штату Вісконсин. Населення — 2643 особи (2020).

## Демографія
Згідно з переписом 2010 року, у місті мешкало 2319 осіб у 979 домогосподарствах у складі 697 родин. Було 1235 помешкань
Расовий склад населення:
| - 97,6 % — білих - 0,9 % — азіатів - 0,4 % — корінних американців - 0,4 % — чорних або афроамериканців |

До двох чи більше рас належало 0,4 %. Частка іспаномовних становила 0,9 % від усіх жителів.
За віковим діапазоном населення розподілялося таким чином: 20,3 % — особи молодші 18 років, 64,5 % — особи у віці 18—64 років, 15,2 % — особи у віці 65 років та старші. Медіана віку мешканця становила 46,2 року. На 100 осіб жіночої статі у місті припадало 108,9 чоловіків;  на 100 жінок у віці від 18 років та старших — 101,5 чоловіків також старших 18 років.
Середній дохід на одне домашнє господарство  становив 81 955 доларів США (медіана — 73 367), а середній дохід на одну сім'ю — 90 811 долар (медіана — 79 444). Медіана доходів становила 50 255 доларів для чоловіків та 42 132 долари для жінок. За межею бідності перебувало 5,4 % осіб, у тому числі 3,9 % дітей у віці до 18 років та 4,9 % осіб у віці 65 років та старших.
Цивільне працевлаштоване населення становило 1522 особи. Основні галузі зайнятості: освіта, охорона здоров'я та соціальна допомога — 26,5 %, виробництво — 17,6 %, роздрібна торгівля — 13,5 %.